# هارون مكغوان
هارون مكغوان (بالإنجليزية: Aaron McGowan) هو لاعب كرة قدم بريطاني في مركز الدفاع، ولد في 24 يوليو 1996 في كيركبي في المملكة المتحدة. لعب مع نادي موركامب.

## وصلات خارجية
- هارون مكغوان على موقع قاعدة بيانات كرة القدم.إي يو (الإنجليزية)
- هارون مكغوان على موقع Soccerbase.com (لاعب) (الإنجليزية)
- هارون مكغوان على موقع Soccerway.com (الإنجليزية)
- هارون مكغوان على موقع عالم كرة القدم.نت (الإنجليزية)